# Ташлуй-1
Ташлуй-1 (рос. Ташлуй-1) — печера в Башкортостані, Росія. Печера горизонтального типу простягання. Загальна протяжність — 450 м. Глибина печери становить 15 м. Категорія складності проходження ходів печери — 1. Печера відноситься до Малоїкського району Південної області Західноуральської спелеологічної провінції.